# 天涯ニ舞ウ、粋ナ花
『天涯ニ舞ウ、粋ナ花』（てんがいにまう いきなはな）は、アイディアファクトリー（オトメイト）より2018年4月26日に発売されたPlayStation Vita用恋愛アドベンチャーゲーム。

## あらすじ
舞台は昭和初期。主人公（デフォルト名：安住りつ）は、田舎で料理旅館を営む両親を手伝う三姉妹の長女。ある日、父の旧友である弥島幸太の長男との縁談話が舞い込むが、直後に縁談相手本人から断りの電話が入る。直接会って事情を説明したいという幸太の要請で単身帝都へ上京したりつは、割烹「弥島」の後継を巡った争いに巻き込まれ、4月から翌年3月までの一年間「弥島」の店主を務めることになる。

## 登場人物

### 主要人物
安住 りつ （あずみ りつ）※名前変更可能
17歳。本作の主人公。家事が得意で、割烹「弥島」の店主をしながら弥島家の女中の仕事も務める。
弥島 幸介（やじま こうすけ）
声 - 平川大輔
30歳。174cm。65kg。誕生日は5月2日。A型。趣味は特になし。
弥島家の長男。りつの許婚だが、あくまで肩書きのためであり、結婚するつもりはないと明言している。帝國華月ホテルの副支配人をしていたが、父親である幸太が病で倒れたのをきっかけに辞め、実家へ戻ってきた。実家の割烹をつぶしてホテルを建てたいと画策しており、割烹を存続させたい父親と対立している。
弥島 裕介（やじま ゆうすけ）
声 - 間島淳司
28歳。176cm。68kg。誕生日は2月3日。B型。趣味は仕事。
弥島家の次男。公務員として内調（内閣調査局）の仕事をしているが、仕事の内容は一切家族に話さない。視力がとても悪く、眼鏡をつけていないとまともに生活できない。女性の名前はすべて「子」をつけて認識しているため、主人公を「りつ子」と呼ぶ。
弥島 惣介（やじま そうすけ）
声 - 立花慎之介
23歳。177cm。62kg。誕生日は3月10日。AB型。趣味は特になし。
弥島家の三男。帝大で天文学の講師をしている。女性恐怖症で、三歩以内に女性が近づくと吐き気をもよおしてしまう。夜はいつも庭で望遠鏡による天体観測を行っている。主人公のことを偽の北極星を指す名として「コカブ」と呼ぶ。
弥島 恭介（やじま きょうすけ）
声 - 櫻井トオル
21歳。171cm、61kg。誕生日は8月26日。O型。趣味は食べ歩き。
弥島家の四男。料理人で、割烹「月観茶寮」で働いている。強面だが面倒見が良く、誰にでも親切。板長を目指して修行しているが、実家が別の割烹店であるため、職場では苦労している。主人公を愛称である「りっちゃん」と呼ぶ。
弥島 俊介（やじま しゅんすけ）
声 - 河西健吾
17歳。180cm。67kg。誕生日は6月30日。B型。趣味は特になし。
弥島家の五男。高校二年生。高身長で「俊様倶楽部」という女学生のファンクラブがあるほどの美男子。学友である秋一とよくつるんでいる。
都村 蓮太郎（つむら れんたろう）
声 - 阪口大助
15歳。 165cm。57kg。誕生日は9月4日。O型。趣味は寝ること。
都村丹道斎の息子。高校生。本作の隠し攻略対象。神童と呼ばれるほど大変頭が良く、飛び級をしている。

### 弥島家
弥島 幸太（やじま こうた）
声 - 増元拓也
誕生日は4月9日。
弥島家の父。割烹「弥島」の元店主。病を患っており、自宅にて療養中。割烹をつぶしてホテルにしようとしている長男と対立している。
弥島 ウメ（やじま うめ）
声 - 根本圭子
誕生日は7月27日。
弥島家の母。割烹「弥島」の女将。華道が得意だが、自宅の家事は一切やらない。
弥島 りん子（やじま りんこ）
声 - 小林未沙
25歳。誕生日は11月11日。
弥島家の長女。結婚していたが、わがままできつい性格が災いし、嫁ぎ先を追い出されて実家にいる。
弥島 きく子（やじま きくこ）
声 - 高柳知葉
18歳。誕生日は10月20日。
弥島家の次女。女学校に通っている。姉であるりん子とは対照的で、とてもおとなしい性格。

### その他の人物
多岐川 綾乃（たきがわ あやの）
声 - 浅井晴美
誕生日は12月13日。
幸太の姉。若い頃、亜米利加に9年ほど留学していた。現在はきく子が通っている女学校で米語の教師をしている。独身。
仰木 次郎（あおき じろう）
声 - 高坂篤志
誕生日は6月10日。
28歳。裕介の中学生時代からの友人。神戸出身で関西弁を話す。大学卒業後は亜米利加に留学していた。政治家を目指しているが、帰国した現在は雑誌の編集者をしている。
喜龍（きりゅう）
声 - 相坂優歌
16歳。誕生日は9月2日。
赤坂にある置屋「喜らく」の芸者。主人公の親友であり、主人公の悩みについて親身に相談に乗ってくれる。
内藤 三夫（ないとう みつお）
声 - 佐々木啓夫
陸軍の軍人であり、連隊長。幸介の友人。既婚。
都村 丹道斎（つむら たんどうさい）
声 - 四宮豪
割烹「月観茶寮」の顧問を務める美食家。陶芸もたしなむ。大変気難しい性格。恭介が「先生」と呼び、師事している。
椎名 秋一（しいな あきいち）
声 - 小松昌平
17歳。178cm。66kg。誕生日は1月6日。
椎名家の長男。俊介の幼馴染でありライバル。俊介と同じように「秋様倶楽部」という女学生によるファンクラブがある。

### 宮ノ杜家の人物
『華ヤカ哉、我ガ一族』の登場人物でもある。割烹「弥島」の客として登場する。
宮ノ杜 正（みやのもり ただし）
声 - 宮内敦士
宮ノ杜家長男。
宮ノ杜 勇（みやのもり いさみ）
声 - 田坂秀樹
宮ノ杜家次男。
宮ノ杜 茂（みやのもり しげる）
声 - 前田剛
宮ノ杜家三男。
宮ノ杜 進（みやのもり すすむ）
声 - 梯篤司
宮ノ杜家五男。
宮ノ杜 博（みやのもり ひろし）
声 - 岸尾だいすけ
宮ノ杜家六男。
宮ノ杜 雅（みやのもり まさし）
声 - 岡本信彦
宮ノ杜家七男。
宮ノ杜 守 / 御杜 守（みやのもり まもる / みもり まもる）
声 - 泰勇気
宮ノ杜家四男。

## スタッフ
- 企画・監修 - 高木亜由美
- 原画 - ユウヤ

## 主題歌
オープニング曲「粋美 〜suibi〜」
作詞・歌 - 織田かおり / 作曲・編曲 - MANYO
エンディング曲「永久の約束」
作詞・歌 - 織田かおり / 作曲・編曲 - MANYO
エンディング曲「泡沫」
作曲・歌 - 織田かおり / 作曲・編曲 - MANYO